# Dayi

Кодировка «大易輸入法» (Dayi-методом).

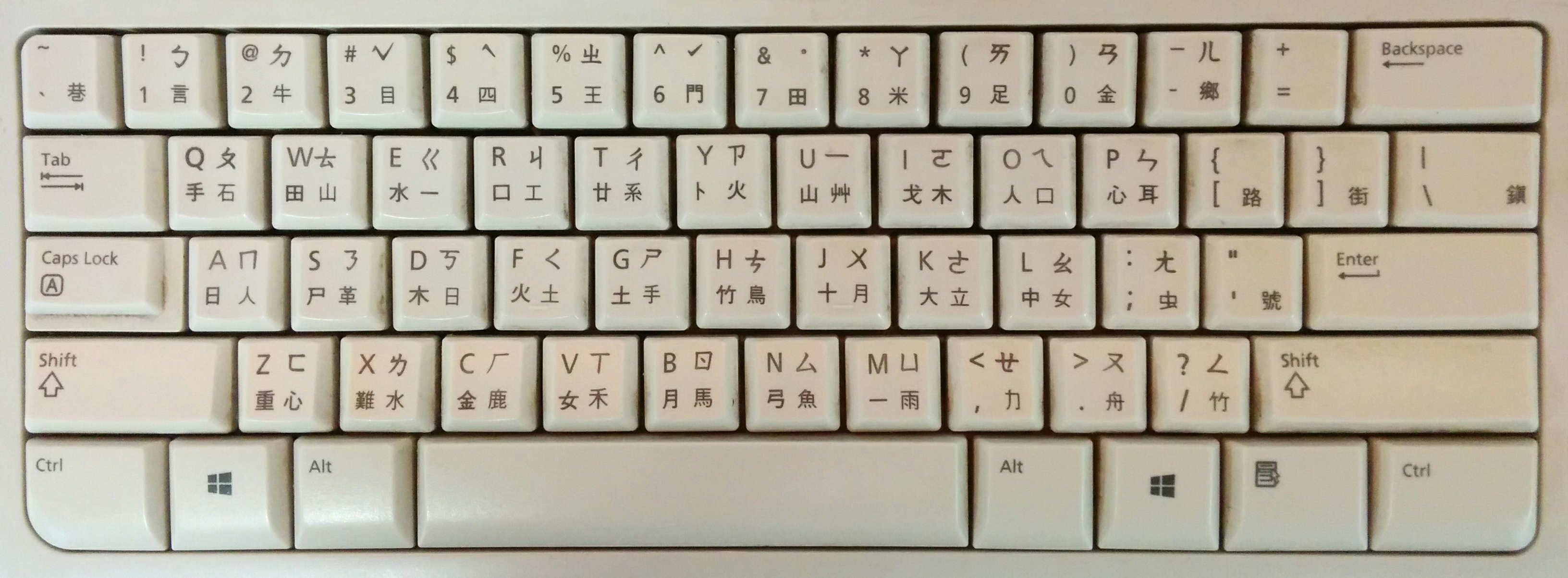
Китайская клавиатура с подсказками для метода Dayi.

Dayi (кит. 大易, пиньинь dàyì, букв. «великая лёгкость») — это система ввода китайских иероглифов на стандартной QWERTY-клавиатуре с использованием набора из 46 компонентов. Иероглиф формируется путём комбинации до четырёх из этих компонентов (ещё шесть добавлены для ввода тайваньских адресов).
Система похожа на Цанцзе, но в отличие от неё, где иероглиф разбивается по геометрической форме, в Dayi разложение происходит в порядке написания черт.
На большинстве клавиатур в Тайване на клавишах нанесено четыре символа:
- Латинские буквы — в левом верхнем углу,
- Чжуинь фухао — в правом верхнем углу,
- Цанцзе — в левом нижнем углу,
- Dayi — в правом нижнем углу.

## Раскладка
Как и в Цанцзе, у каждого ключевого элемента в Dayi есть вспомогательные формы, но некоторые из них происходят из мнемонических слов радикалов.

### Пример
Клавиша 6 соответствует радикалу 車 («машина»).
- Его мнемоническое слово — «6片車門» («шесть кусков дверцы машины»).
- Вспомогательные формы включают:
  - 片 («кусок»)
  - 爿 (устаревший вариант «стены», зеркальное отражение 片)
  - 甫 (форма напоминает 車)
  - 門 («дверь»)
  - 鬥 («драка», форма похожа на 門)

## Методология
Ниже приведены правила метода ввода Dayi (大易):
1. Порядок ввода соответствует порядку написания иероглифов:
  - Сначала верхние элементы, затем нижние.
  - Сначала левые элементы, затем правые.
2. Если иероглиф состоит более чем из 4 частей, вводятся первые три и последняя.
  - Например, иероглиф 「壽」(士乛工口手舟) кодируется как 士乛工舟 (FBR.).
3. Для симметричных иероглифов сначала вводится центральный элемент, затем боковые.
  - Например, 「巫」 кодируется как 工人人 (RAA).
4. Клавиша 「臼」 (W) используется как универсальный символ для верхней части иероглифа, независимо от её содержимого.
  - Примеры:
    - 「兒」 = 臼儿 (WQ)
    - 「與」 = 臼一八 (WE8)
    - 「覺」 = 臼冖目儿 (WM3Q)

## Методика обучения
Одна из главных трудностей при освоении любого китайского метода ввода — незнание правильной последовательности клавиш. Эту проблему можно решить с помощью таблицы соответствий. Предлагаемая методика поможет освоить раскладку Dayi, а скорость и точность придут с практикой. Этот же подход можно применять и к другим методам ввода, используя аналогичные справочные таблицы.
1. Подберите список часто употребляемых китайских слов. Это может быть список по частоте использования (например, из интернета) или по уровням HSK. Для Dayi лучше использовать традиционные иероглифы. (См. также: «Список наиболее употребимых иероглифов современного китайского языка»)
2. Найдите таблицу соответствий для самопроверки.
  - Для Dayi (с кодами до 4 клавиш) можно использовать файл dayin4.cin, доступный в открытых репозиториях[2] (см. внешние ссылки).
3. Используя схему раскладки Dayi, найдите ключевые компоненты иероглифа.
4. Введите их в соответствии с правилами метода.
5. Если иероглиф не появляется, сверьтесь с таблицей и посмотрите правильную последовательность.
  - Постарайтесь понять логику выбора клавиш.
  - Учтите, что для некоторых иероглифов возможны сокращённые варианты.
    - Например:
      - 「醫」 = 匚牛大酉 (R2V8), но можно сократить до 匚酉 (R8), если это не вызывает конфликта с другими словами.
6. Потренируйтесь на ~150 словах из списка.
7. Повторите с следующими ~150 словами, но старайтесь не подглядывать в схему раскладки.
8. После успешной практики (ввод ~300 иероглифов) расположение многих распространённых компонентов (如 日, 言, 木, 土) запомнится само собой.

## Сравнение с другими методами ввода китайских иероглифов
Раскладка клавиатуры метода Dayi включает множество ключевых компонентов (радикалов) из системы Канси, что позволяет вводить целые части иероглифа одной клавишей. Например:「車」 в составе иероглифа 「輸」 кодируется как 6 (полный код: 6AJN). В результате большинство иероглифов вводятся за 4 клавиши или меньше.
Для сравнения, в методе Cangjie (Цанцзе) тот же 「車」 разбивается на 「十十」 (код JJ), а полный код 「輸」 требует 5 клавиш (JJOMN). Пользователь Cangjie должен запоминать исключения — например, что компоненты 「田」 в этом радикале опускаются.

### Главный недостаток Dayi
В отличие от других методов, Dayi использует 46 символов-компонентов вместо стандартных 26 букв латинского алфавита. Это усложняет ввод цифр и знаков препинания, так как они требуют переключения раскладки. Таким образом, Dayi предлагает более компактные коды, но за счёт менее удобной раскладки.

## Поддерживаемые операционные системы
Метод ввода Dayi доступен на следующих платформах:
- Microsoft Windows
  - Windows 8 / 10[3]
  - Windows 95 / XP[4] (устаревшие версии)
- Linux
  - Через модули ввода, такие как ibus-tables или аналогичные[5][6]
- Apple macOS
  - С помощью платформ вроде OpenVanilla и подобных[7]

В более старых версиях ОС поддержка может быть ограничена или требовать дополнительных настроек.